# Corps global
En mathématiques, un corps global est un corps d'un des types suivants :
- un corps de nombres, c'est-à-dire une extension finie de ℚ
- un corps de fonctions d'une courbe algébrique sur un corps fini, c'est-à-dire une extension finie du corps k(t) des fractions rationnelles à une variable à coefficients dans un corps fini k (de façon équivalente, c'est un corps de type fini et de degré de transcendance 1 sur un corps fini).

Emil Artin et George Whaples ont donné une caractérisation axiomatique de ces corps via la théorie des valuations,.
Il existe de nombreuses similarités formelles entre ces deux types de corps. Un corps de l'un ou de l'autre type possède la propriété que toutes ses complétions sont des corps localement compacts (voir corps locaux). Chaque corps de l'un ou de l'autre type peut être vu comme le corps des fractions d'un anneau de Dedekind dans lequel chaque idéal non nul est d'indice fini. Dans chaque cas, on a la formule du produit pour les éléments x non nuls :
{\displaystyle \prod _{v}|x|_{v}=1.}
L'analogie entre ces deux approches a été source d'une grande motivation pour la théorie algébrique des nombres. L'idée d'une analogie entre les corps de nombres et les surfaces de Riemann remonte à Richard Dedekind et Heinrich Weber, au XIXe siècle. L'analogie plus stricte exprimée par l'idée de corps global, dans laquelle l'aspect d'une surface de Riemann en tant que courbe algébrique correspond à des courbes définies sur un corps fini, a été construite dans les années 1930 et a culminé avec la résolution de l'hypothèse de Riemann pour les courbes sur les corps finis par André Weil en 1940. La terminologie est due à Weil, qui écrivit en 1967 Basic Number Theory, en partie pour élaborer le parallèle.
Il est généralement plus facile de travailler dans le cas des corps de fonctions puis d'essayer de développer des techniques similaires du côté des corps de nombres. Le développement de la théorie d'Arakelov et son exploitation par Gerd Faltings dans sa démonstration de la conjecture de Mordell est un exemple spectaculaire. L'analogie a également joué un rôle dans le développement de la théorie d'Iwasawa et sa conjecture principale. La preuve du lemme fondamental dans le programme de Langlands a aussi utilisé des techniques réduisant le cas des corps de nombres à celui des corps de fonctions.